# Louis Claude Richard
Pour les articles homonymes, voir Richard (patronyme) et Claude Richard.

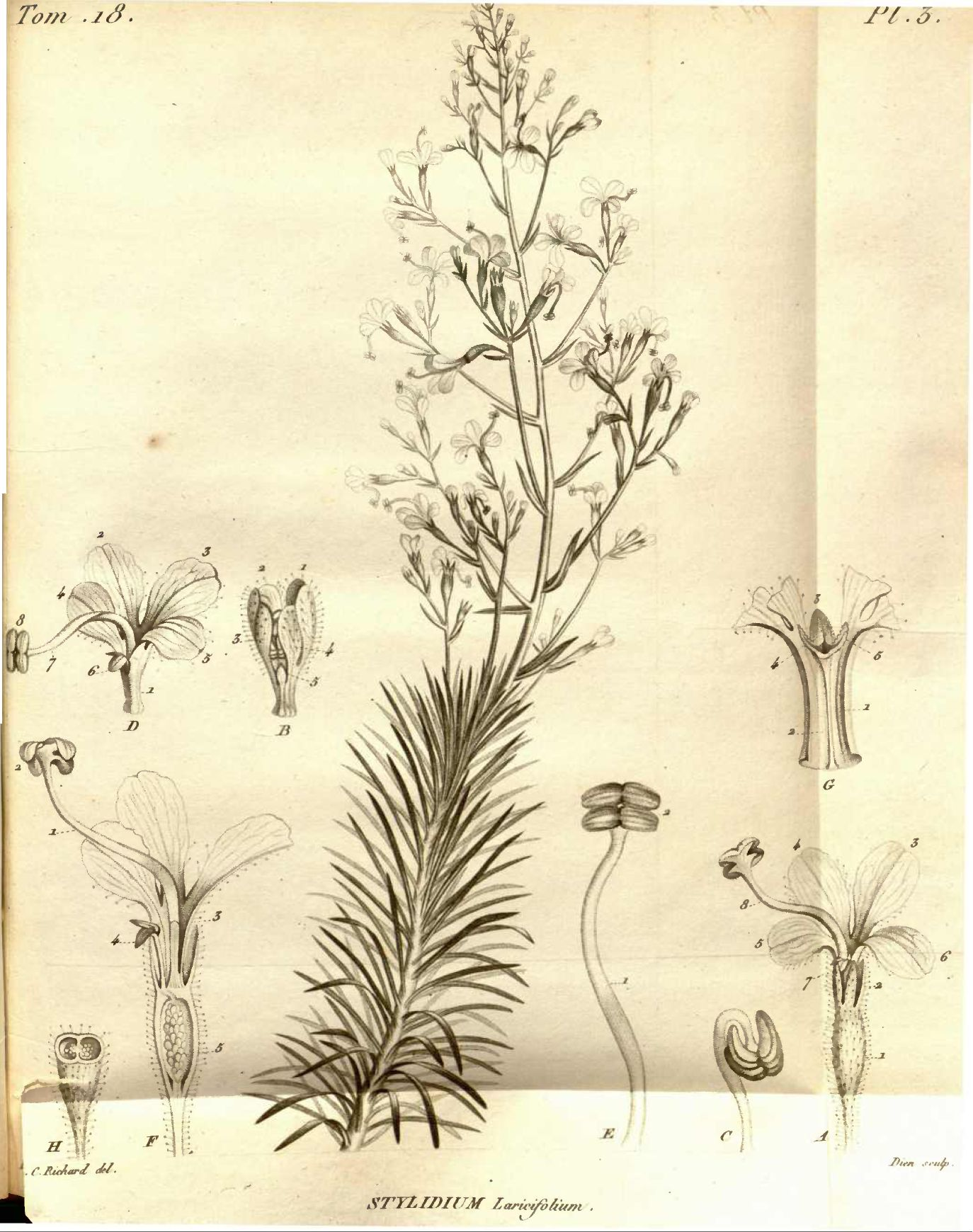
Louis Claude Richard, Annales du Muséum national d'histoire naturelle, 1802-1813.

Louis Claude Marie Richard, né à Versailles le 19 septembre 1754 et mort à Paris le 6 juin 1821, est un botaniste français.

## Biographie
La famille Richard se consacre depuis plusieurs générations à l’histoire naturelle. Ainsi son bisaïeul s’occupait de la ménagerie de Louis XIV, son grand-père, Claude Richard (1705-1784), s’occupait du jardin botanique du château de Trianon, sous la direction de Bernard de Jussieu (1699-1777). Afin d’enrichir le jardin, celui-ci correspond avec tous les grands botanistes de son époque comme Carl von Linné (1707-1778), Albrecht von Haller (1708-1777) ou Nikolaus Joseph von Jacquin (1727-1817). Son père, Claude Richard dirige le jardin que Louis XV a acquis en 1761 au village d'Auteuil. Son oncle, Antoine Richard (1734-1807), succède à son père. Louis-Claude fréquente ainsi Michel Adanson (1727-1806), botaniste du roi, et B. de Jussieu. Georges Cuvier (1769-1832) dira de lui qu’ « ainsi on peut dire de lui sans figure qu’il avait sucé la botanique avec le lait ; il ne se souvenait pas d’un moment de sa vie où il n’eût déjà été une sorte de botaniste ; et si jamais il fit d’autres études, ce fut toujours à la botanique qu’il les rapporta. »
L’archevêque de Paris Monseigneur de Beaumont se prend d’intérêt pour le jeune Louis-Claude qui montre des talents précoces notamment pour le dessin. À douze ans, il connaissait par cœur les Géorgiques de Virgile. Mais l’enfant refuse la perspective d’entrer dans les ordres, sa seule volonté étant de devenir botaniste, devait-il demeurer simple jardinier. Ne pouvant infléchir ces résolutions, son père le met à la porte avec une très faible rente. Il avait quatorze ans.
Il réussit à gagner sa vie en dessinant, la nuit, des plans de jardin que lui confient des architectes de la capitale. Le jour, il suit les cours du Collège de France et du Jardin du roi. Bientôt, il est chargé de diriger les travaux de réalisation des jardins qu’il avait dessinés. Il réussit à vivre correctement de ses travaux et même à mettre de l’argent de côté. Bernard de Jussieu l’encourage à persévérer dans l’étude des plantes et lui permet notamment d’utiliser sa bibliothèque et de consulter son herbier. Louis-Claude Richard présente un mémoire devant l’Académie des sciences sur un problème d’anatomie de la fleur chez des Apocynaceae.
Charles Eugène Gabriel de La Croix de Castries (1727-1801), ministre de la marine, et Jacques Necker (1732-1804), ministre des finances, souhaitent envoyer dans les possessions françaises en Amérique un homme capable d’y implanter les espèces rapportées par Pierre Sonnerat (1748-1814) et par Pierre Poivre (1719-1786) et d'y récolter les espèces qui pourraient être utiles. Le roi Louis XVI lui donne personnellement certaines consignes.
Il part en Guyane en juillet 1781 et y demeure huit ans. Malgré les recommandations royales, il ne parvient pas à entrer dans le jardin botanique de Cayenne, alors même qu’il en avait obtenu la direction : le gouverneur de la ville, le baron de Bessner l’utilisait en effet pour y faire pousser ses légumes. Il tente de diffuser la culture du giroflier, du litchi, du sagoutier, du jamier, du manguier et du bambou. Quelques années plus tard, le baron de Bessner décède et est remplacé par M. de Villebois, Richard peut enfin diriger le jardin botanique et y cultiver notamment certaines espèces qu’il rapporte de ses explorations au Brésil et dans les îles de Antilles.
Ayant financé son voyage sur son argent, le roi lui ayant assuré qu’il serait complètement remboursé, et ayant dépensé toutes ses réserves, il revient en France au mois d'avril 1789 avec une immense collection, dont un herbier riche de 4 000 plantes. Mais Buffon (1707-1788) était mort l’année précédente et c’est vainement que Richard tente de se faire rembourser de ses frais.
Il se retire alors et ne fréquente guère que Jean-Pierre Bergeret (1752-1813), réputé peu sociable. Antoine-François Fourcroy (1755-1809) fait appel à lui en 1794 pour devenir professeur adjoint de matière médicale et botanique à l'École de santé de Paris. En 1795, il est élu membre résidant de 1re  classe de l'Institut national des sciences et des arts qui avait remplacé l'Académie des sciences royale des sciences]. Devenu profondément misanthrope, il publie peu, surtout sur les végétaux, mais il semble avoir été un naturaliste accompli, sa collection de coquillages étant célèbre par sa richesse et par son organisation. Il se marie le 30 novembre 1790 avec Félicité Person, fille de Jean Person, piqueur de la Grande Ecurie du roi et aura quatre enfants, dont le plus célèbre sera le médecin et botaniste Achille Richard (1794-1852).
Il revoit presque entièrement le Dictionnaire élémentaire de botanique de Pierre Bulliard (1742-1793) (A.-J. Dugour et Durand, Paris, an VII, 1798). Son ouvrage le plus célèbre est Démonstrations botaniques, ou Analyse du fruit, considéré en général (Gabon, Paris, 1808), l’un des plus grands traités sur le fruit de son époque, souvent comparé à l’œuvre de Joseph Gärtner (1732-1791). Ce livre est dû en fait à un de ses élèves, H.A. Duval qui le rédigea à partir des notes qu'il avait prises lors de ses cours à la faculté de Médecine. Richard les relut et réécrivit entièrement le manuscrit qu'il remit à Duval qui le fit imprimer et publier à ses frais, Richard prétextant qu'il n'avait pas l'argent nécessaire.
Son fils, qui lui succède à l’école de médecine, publiera posthumément Commentatio botanica de conifereis et cycadeis (J. G. Cottae, Stuttgart, 1826) et De Musaceis commentatio botanica, sistens characteres hujusce familiae generum (E. Weberum, Bratislava et Bonn, 1831). Le botaniste allemand Karl Sigismund Kunth (1788-1850) lui dédie le genre Richardia de la famille des Araceae.

## Famille
- Antoine I Richard (vers 1610-mort le 18 décembre 1675), marié à Louise Bonvalet[1],
  - Antoine II Richard, marié le 29 octobre 1669 à Saint-Germain-en-Laye avec Marie Cacheux (vers 1640-1722)
    - Edmond Richard
    - Claude I Richard (baptisé le 16 novembre 1671-1741), jardinier du chancelier d'Aligre et jardinier d’un riche jacobite anglais, le duc de Mar, établi à Saint-Germain-en-Laye, marié en 1699 avec Marie Moüet (décédée en 1741), 
      - Claude II Richard (13 août 1705 à Saint-Germain-en-Laye – 21 novembre 1784 à Versailles), horticulteur à Saint-Germain, chargé par Louis XV de la direction du jardin de la ménagerie de Trianon[2], marié avec Madeleine Jouan (1713-1766), 16 enfants, dont :
        - Claude III Richard (1732-1799), chargé par Louis XV de la direction du jardin d'Auteuil, marié en 1752 en premières noces avec Marie Madeleine Crosnier, en 1781 en secondes noces avec Louise Julie Mouton, 16 enfants du premier mariage, dont :
          - Louis Claude Richard (1754-1821)
            - Achille Richard (1794-1852), marié avec Gabrielle Dorbe
              - Antoinette Richard,
              - Félix-Adolphe Richard (1822-1872), chirurgien des hôpitaux de Paris,
              - Gustave Antoine Paul Richard (1827-1857), médecin et botaniste.

            - Marie Emilie Richard (1796-1875), mariée à Antoine-Charles Vauthier (1790-1879), peintre d'histoire naturelle

        - Antoine III Richard (24 décembre 1734 à Saint-Germain-en-Laye – 28 janvier 1807 à Versailles), il fait des voyages en Auvergne et à l'île de Minorque pour enrichir les collections de plantes, travaille avec son père au jardin de Trianon à acclimater des plantes, marié en 1782 à Marie Jeanne Gautier
        - Dorothée Ambroise Richard (1738-1710), épouse Dominique-Madeleine Moisy, jardinier en chef du Maréchal Duc de Biron à Paris.
        - Louis Élisabeth Richard (1756-1842)

## Publications
- Démonstrations botaniques ou analyse du fruit (1808)
- De Orchideis Europaeis Annotationes (1817) (Lire en ligne)
- Commentatio botanica de Conifereis et Cycadeis (1826)
- De Musaceis comentatio botanica sistens characteres hujusce familiae generum (1831)